# Джонс, Уильям Амброуз
Уильям Амброуз Джонс, O.S.A. (англ. William Ambrose Jones, исп. William Ambrose Jones; 21 июля 1865, Кембридж, штат Нью-Йорк, США — 17 февраля 1921, Сан-Хуан, Пуэрто-Рико) —  прелат Римско-католической церкви, 48-й епископ Пуэрто-Рико.

## Биография
Уильям Амброуз Джонс родился 21 июля 1865 года в Кембридже, штат Нью-Йорк. 15 марта 1890 года был рукоположен в сан священника для Ордена Святого Августина, членом которого он являлся.
12 января 1907 года римский папа Пий X назначил его епископом Пуэрто-Рико. 24 февраля 1907 года состоялась его хиротония, которую возглавил архиепископ Джузеппе Аверса, апостольский нунций на Кубе. Ему сослужили Педро Ладислао Гонсалес-и-Эстрада, епископ Сан-Кристобаль-де-ла-Гавана и Антонио Аурелио Торреси-и-Санс, О.Б.К., епископ Сьенфуэгоса.
16 марта 1907 года Уильям Амброуз Джонс прибыл на Пуэрто-Рико. Он нёс архиерейское служение до самой смерти 17 февраля 1921 года. Его останки покоятся в соборе святого Иоанна Крестителя в Сан-Хуане.